# Wydawnictwo Uniwersytetu Łódzkiego
Wydawnictwo Uniwersytetu Łódzkiego – polskie wydawnictwo Uniwersytetu Łódzkiego założone w 1984. Jedno z największych wydawnictw naukowych w Polsce.  

## O wydawnictwie
Początkowo na Uniwersytecie Łódzkim działał Dział Wydawnictw powołany w roku akademickim 1972/73. Jego zadaniem było opracowywanie i edycja uczelnianych prac naukowych, dydaktycznych oraz informacyjnych. W 1984 Dział został przekształcony w wydawnictwo, nazwane Wydawnictwem Uniwersytetu Łódzkiego. Autorami publikacji są przede wszystkim pracownicy naukowi uczelni, ale też przedstawiciele nauki z innych ośrodków w Polsce i za granicą. Publikowane książki dotyczą różnych dziedzin nauki, a szczególnie nauk humanistycznych.  
Wydawnictwo Uniwersytetu Łódzkiego prowadziło oraz prowadzi również problemowe serie wydawniczych, np. Byzantina Lodziensia, W poszukiwaniu idei XXI wieku, Projekt: Egzystencja i Literatura, Literaturoznawstwo. Sylwetki, Krótkie Wprowadzenie, Akademia Samorządowa, Kim jest Człowiek?

### Czasopisma
Poza wydawnictwami książkowymi, Wydawnictwo Uniwersytetu Łódzkiego zajmuje się redagowaniem i publikacją czasopism naukowych, do których należą m.in.: 

- Acta Universitatis Lodziensis. Folia Archaeologica
- Acta Universitatis Lodziensis. Folia Geographica Physica
- Acta Universitatis Lodziensis. Folia Historica
- Acta Universitatis Lodziensis. Folia Iuridica
- Acta Universitatis Lodziensis. Folia Sociologica
- Acta Universitatis Lodziensis. Folia Oeconomica
- Acta Universitatis Lodziensis. Folia Linguistica
- Acta Universitatis Lodziensis. Folia Litteraria Polonica
- Acta Universitatis  Lodziensis. Kształcenie Polonistyczne Cudzoziemców
- Acta Universitatis Lodziensis. Folia Litteraria Romanica
- Acta Universitatis Lodziensis. Folia Litteraria Rossica
- Acta Universitatis Lodziensis. Folia Biologica et Oecologica
- Acta Universitatis Lodziensis. Folia Librorum
- Annales. Etyka w życiu gospodarczym
- Collectanea Philologica
- Czytanie Literatury. Łódzkie Studia Literaturoznawcze
- e-Scripta Romanica
- Logopaedica Lodziensia
- Research in Language
- Analyses/Rereadings/Theories Journal
- Slavica Lodziensia(inne języki)
- Studia Ceranea
- International Studies. Interdisciplinary Political and Cultural Journal
- Multicultural Shakespeare: Translation, Appropriation and Performance
- Przegląd Nauk Historycznych
- Replay. The Polish Journal of Game Studies
- European Spatial Research and Policy
- Eastern Review
- Internetowy Magazyn Filozoficzny Hybris
- Comparative Economic Research. Central and Eastern Europe
- Text Matters: A Journal of Literature, Theory and Culture
- Folia Philosophica. Ethica – Aesthetica – Practica
- Turyzm/Tourism
- Konwersatorium Wiedzy o Mieście
- Bulletin of the Section of Logic
- Studia z Geografii Politycznej i Historycznej/Studies in Political and Historical Geography
- Space-Society-Economy
- Nauki o Wychowaniu. Studia Interdyscyplinarne
- Ekonomia Międzynarodowa
- Finanse i Prawo Finansowe
- Gospodarka w Praktyce i Teorii
- Przegląd Socjologii Jakościowej
- Qualitative Sociology Review
- Zeszyty Wiejskie